# آن بيرن
آن بيرن (بالإنجليزية: Anne Byrne Hoffman)‏ هي ممثلة أمريكية، ولدت في 28 سبتمبر 1943 في تشاباكوا في الولايات المتحدة.

## وصلات خارجية
- آن بيرن على موقع IMDb (الإنجليزية)
- آن بيرن على موقع ألو سيني (الفرنسية)
- آن بيرن على موقع أول موفي (الإنجليزية)
- آن بيرن على موقع قاعدة بيانات الفيلم (الإنجليزية)
- آن بيرن على موقع كينوبويسك (الروسية)